# Mary Anning

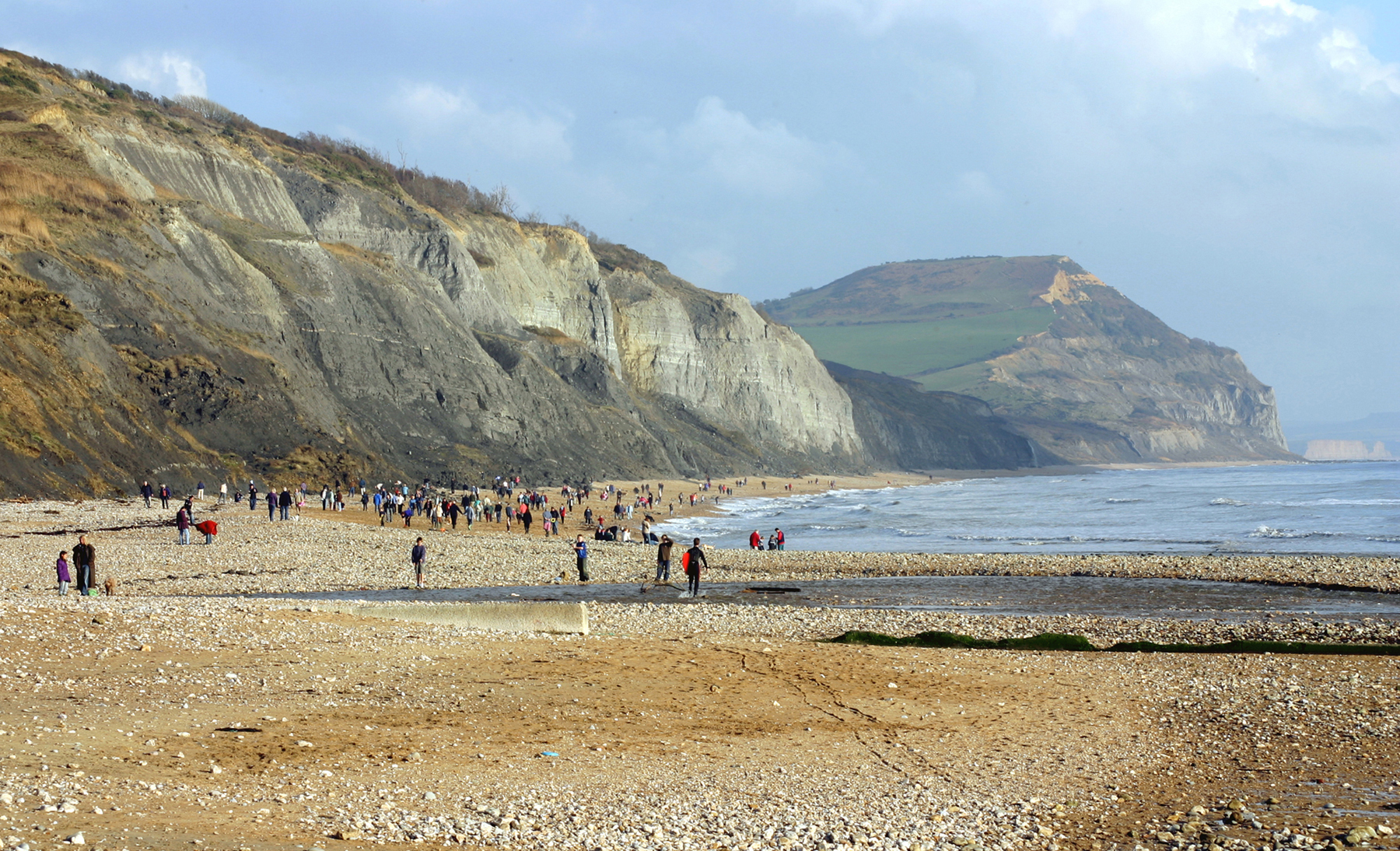
"Jurakusten" vid Charmouth i Dorset, där Mary och Joseph Anning gjorde ett antal av sina fynd

Mary Anning, född 21 maj 1799 i Lyme Regis, Dorset, död 9 mars 1847 i Lyme Regis, var en brittisk fossilsamlare och paleontolog.

## Biografi
Mary Anning föddes i Lyme Regis i Dorset som dotter till möbelsnickaren Richard Anning och Mary Moore. Familjen hade tio barn, men bara två överlevde till vuxen ålder, Mary och hennes bror Joseph. Fadern drygade ut sina inkomster genom att hugga fram fossiler från strandklipporna i trakten och sälja dem till turister. Familjen var medlemmar i en frikyrkoförsamling, Congregationalist Church. Hon fick endast grundläggande skolgång i församlingens söndagsskola, där hon lärde sig läsa och skriva.
Lyme Regis var i början av 1800-talet en populär badort och känd för rika fossilförekomster i strandklipporna i trakten. Dessa bestod av omväxlande sedimentlager av kalksten och skiffer, vilka byggts upp under Jura-tiden för 200 miljoner år sedan. Richard Anning tog med sig sina barn när han letade fossiler. Han dog dock 1810 när barnen fortfarande var små, av tuberkulos och sviterna av att ha fallit ned vid ett klippras. Modern och barnen fortsatte fossilsamlandet för att klara sin försörjning.
Familjens första uppmärksammade fynd gjordes 1811, när Mary just fyllt 12 år. Joseph grävde då upp en 1,2 meter lång skalle av en fisködla (ichthyosaurus) och Mary hittade resten av skelettet några månader senare.
En av familjens största kunder var överstelöjtnanten Thomas James Birch, senare Bosvile, som var en välbärgad samlare. Han engagerade sig för familjen, efter det att den 1820 var på ruinens brant efter att inte ha gjort några inkomstbringande fynd under ett års tid. Han organiserade då en auktion av fossiler som han köpt av dem på William Bullocks privatmuseum i London. Auktionen inbringade 400 pund, vilket motsvarar mer än 40.000 pund i dagens penningvärde. En del av intäkten gick till familjen Anning, som därefter fick det något bättre ställt.
Mary Anning fortsatte att försörja sig genom att samla och sälja fossiler, framför allt från ryggradslösa djur. Fossilerna såldes för några få shilling styck. Fossilletandet var förenat med stora risker. I oktober 1833 undgick Mary Anning med knapp nöd att dödas av ett ras. Hennes rykte växte efter hand som hon gjorde uppmärksammade fynd. Vid 27 års ålder hade hon tjänat tillräckligt för att kunna köpa ett hus med en affärslokal. Hon hade dock återkommande problem att klara sig ekonomiskt under hela sitt liv. Även om hon efter att ha drabbats av finansiella problem 1835 genom William Bucklands försorg, fick en statlig livränta i erkänsla för sina insatser för geologin.

## Mary Anning i kulturen
År 1908 skrev Terry Sullivan en sång som alluderade på Mary Anning: She sells sea shells. Vaudevilleunderhållaren Wilkie Bard gjorde sången populär när han använde den i sin pantomim Dick Whittington and His Cat på scener i London samma år. Sången blev snabbt en populär tungvrickare.
"She sells seashells by the seashore,
The shells she sells are seashells, I'm sure.
So if she sells seashells on the seashore,
then I'm sure she sells seashore shells."
Tracy Chevaliers roman Okända väsen (2009) handlar om Mary Anning och Elizabeth Philpot.

## Paleontologen
Det begynnande geologiska vetenskapssamhället i det tidiga 1800-talets Storbritannien dominerades av välbärgade män med naturvetenskap som hobby. Mary Anning, som saknade formell utbildning och tillhörde arbetarklassen fick ingen plats i den samtida vetenskapliga debatten. Som kvinna tilläts hon inte medlemskap i Geological Society of London, trots att hon var känd i geologkretsar både i Europa och i Nordamerika. Hon fick heller inte under sin livstid erkännande fullt ut för sina bidrag till ökad paleontologisk kunskap.
Mary Annings enda publicerade vetenskapliga inlägg var ett utdrag ur ett brev 1839 till Magazine of Natural History, där hon ifrågasatte ett påstående av tidskriften.
Flera geologer besökte henne för att tillsammans samla fossiler och diskutera anatomi och klassificering. Henry De la Beche och Mary Anning blev vänner redan som tonåringar och de höll kontakten även sedan han blivit en framstående geolog. William Buckland, som föreläste geologi vid Oxford University, besökte ofta Lyme Regis under juluppehållen och samlade fossiler tillsammans med Mary Anning.
Efter hennes död väckte hennes livsöde större intresse. Charles Dickens skrev om henne 1865 att "snickarens dotter har vunnit berömmelse, och hon har förtjänat det." År 2010 togs hon upp i en lista av Royal Society över de tio brittiska kvinnor som haft störst inflytande i naturvetenskapen över århundradena.

## Betydelsefulla fynd

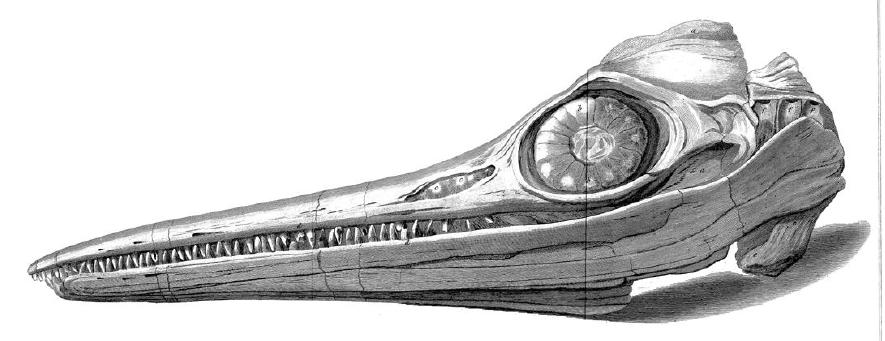
Teckning av Everard Home 1814, vilken visar en skalle av en fisködla som Joseph Anning fann 1811

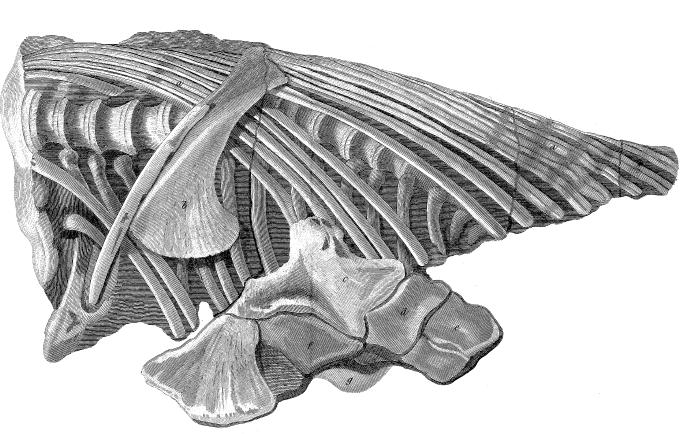
Skelettlämningar av den första fisködla som Mary Anning fann, teckning av Everard Home 1814

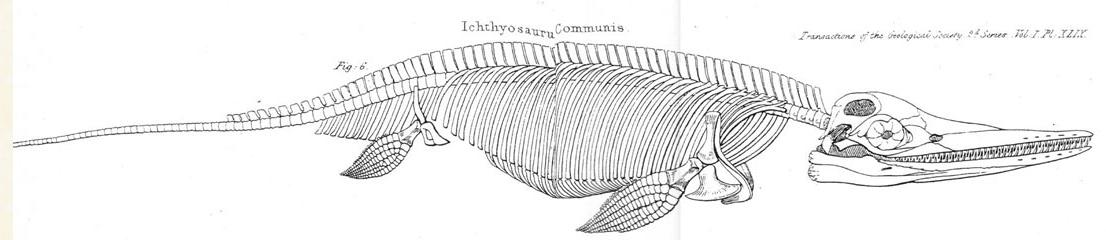
Skelettanatomin för fisködlan Ichthyosaurus communis, teckning av William Conybeare 1824

### Fisködlor
Syskonen Annings första berömda fynd gjordes strax efter faderns död. År 1811 fann Joseph Anning en 1,2 meter lång skalle av fisködlearten Temnodontosaurus platyodon. Mary Anning hittade resten av skelettet några månader senare, 5,2 meter långt. Skelettet såldes till den lokale storgodsägaren Henry Hoste Henley, vilken i sin tur sålde det till samlaren William Bullock. Det visades upp i London och väckte stort intresse. I en tid när de flesta människor ännu trodde på den bibliska skapelseberättelsen, som innebar att jorden bara var några tusen år gammal och att arter vare sig utvecklades eller dog ut, ledde fyndet till nya frågor inom vetenskapliga och kyrkliga kretsar om vad den nya geologivetenskapen avslöjade om jordens historia. Fyndet blev än mer berömt sedan Everard Home hade publicerat en serie på sex artiklar med beskrivning av fyndet för Royal Society med början 1814. I artiklarna omnämns inte upptäckaren med namn. Everard Home var förbryllad över fyndet och hade skiftande idéer om hur det skulle klassificeras. Charles Konig, utställningskommissarie på British Museum, föreslog namnet Ichthyosaurus (fisködla) för arten och det namnet slog rot. Charles Konig köpte skelettet till British Museum 1819.
Mary Anning fann flera andra fisködlefossiler 1815–19, inklusive nästan fullständiga skelett i storlekar mellan en forells och vals. År 1821 skrev de två medlemmarna i Geological Society of London William Conybeare och Henry De la Beche en vetenskaplig artikel med en analys av Mary Annings och andras fynd. Den fastslog att fisködlan var en tidigare okänd slags havslevande reptil, och baserat på olikheter i tandstruktur kom de fram till att det funnits åtminstone tre arter.

### Svanödlor
Mary Annings nästa större fynd var ett skelett av en ny typ av havslevande reptil vintern 1820-21. William Conybeare kallade den för Plesiosaurus (= lik en ödla), därför att han ansåg att den mer liknade nutida reptiler än vad fisködlorna gjorde. Han och Henry De la Beche beskrev den i en uppsats 1821. Detta fossil benämndes sedermera Plesiosaurus dolichodeirus.
År 1823 upptäckte Mary Anning ett andra, och mer fullständigt svanödleskelett. William Conybeare presenterade en analys av svanödlans anatomi på ett möte i Geological Society 1824, men utelämnade Mary Annings namn trots att hon grävt fram bägge skeletten och också gjort den teckning av det andra skelettet som Conybeare använde i sin presentation. Vid samma möte beskrev William Buckland dinosauren Megalosaurus, och denna kombination av presentationer skapade en sensation i vetenskapssamhället
Mary Anning upptäckte ännu ett viktigt och nästan komplett svanödleskelett 1830, benämnt Plesiosaurus macrocephalus av William Buckland och beskrivet i en uppsats 1840 av Richard Owen. Denne omnämnde den välbeställda man som köpt skelettet och ställt det till förfogande för en undersökning, men inte Mary Anning.

### Fossilerad fisk och flygödlor

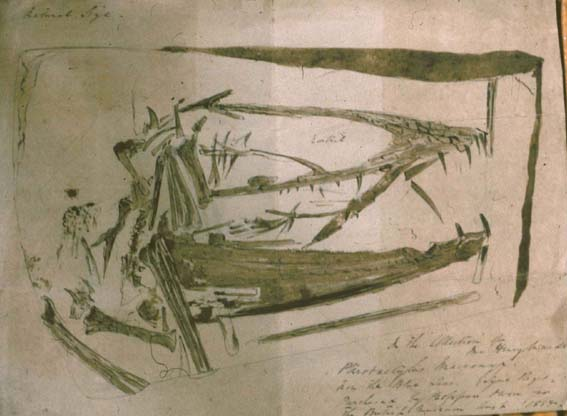
En flygödla tillhörande släktet Dimorphodon, som hittats av Mary Anning, skiss av Joseph Anning

Mary Anning fann vad som i en samtida tidningsartikel kallades för ett "oförlikneligt exemplar" av Dapedium politum, en strålfenad fisk, vilket blev presenterat 1828. I december samma år gjorde hon ett betydelsefullt fynd av en del av ett skelett av en flygödla. År 1829 benämnde William Buckland detta en Pterodactylus macronyx (senare omdöpt till Dimorphodon macronyx av Richard Owen). Vid detta tillfälle gavs Mary Anning erkännande för fyndet. Detta var det första fyndet av ett flygödleskelett utanför Tyskland, och det skapade allmän sensation när det ställdes ut på British Museum. I december 1829 fann Mary Anning en fossilerad fisk, Squaloraja, vilken väckte uppmärksamhet genom att den hade drag av både hajar och rockor.

### Rygglösa djur och geologiska spår av biologisk verksamhet
Fynd av ryggradsdjur, särskilt av vattenlevande reptiler, ledde till Mary Annings ryktbarhet, men hon stod för åtskilliga andra bidrag till den tidiga paleontologin. År 1826 upptäckte hon vad som föreföll vara ett hålrum som innehöll torkat bläck inne i en belemnitfossil. Hon visade det för sin väninna Elizabeth Philpot, som lyckades göra bläcket brukbart för att användas till några av hennes teckningar av egna ichthyosaurusfossiler. Andra lokala konstnärer tog efter detta, sedan mer fossilbläckhålrum upptäckts. Mary Anning, som hade dissekerat teuthidabläckfiskar och sepialiknande bläckfiskar för att öka sin kunskap om anatomin hos bläckfiskfossiler, lade märke till hur nära de fossilerade hålrummen liknade de bläckpåsar som nutida teuthidabläckfiskar och sepialiknande bläckfiskar har. Detta ledde till att William Buckland publicerade tesen att belemniter från Juraperioden hade använt sig av bläck till sitt försvar på samma sätt som många nutida bläckfiskar.
Det var också Mary Anning som observerade att de egendomligt utformade fossiler, som då kallades besoarstenar, ibland hittades i bukområdet i skelett av ichthyosaurus. Hon observerade också att dessa stenar, om de var uppbrutna, innehöll fossilerade fiskben och skal, och ibland ben av små ichthyosaurus. Mary Anning misstänkte att stenarna var fossilerad träck och lade fram denna idé till William Buckland 1824. Efter ytterligare undersökningar och jämförelser med liknande fossiler från andra fyndplatser, publicerade William Buckland denna slutsats 1829 och benämnde dem koproliter. Till skillnad mot vad som skedde beträffande flygödleskeletten några år tidigare, så omnämndes denna gång Mary Anning och berömdes för sin skicklighet och flit för att lösa denna fråga.

## Utmärkelser
Asteroiden 3919 Maryanning är uppkallad efter henne.